# Дом дружбы (Алма-Ата)
Республиканский Дом дружбы ( до конца 1990-х — Дом дружбы и культурной связи с зарубежными странами) — здание Дома дружбы в центре города Алматы, расположенное на улице Курмангазы (дом № 40). Является Памятником архитектуры и градостроительства местного значения.

## История создания
Здание «Дома дружбы» было построено в 1972 году по проекту архитекторов института «Алмаатагипрогор»: Р. А. Сейдалина, Л. А. Тимченко, Х. А. Якупбаева; инженеров: А. А. Фурдуй, Ю. К. Красикова. Возведением здания занималось «СМУ ХОЗУ УД Совмина Казахской ССР». В 1974 году архитекторы здания были удостоены «Государственной премии Казахской ССР имеми Чокана Валиханова» в области архитектуры.

## Особенности
В архитектурном решении здания органически сочетаются элементы национального и современного зодчества. Основной архитектурный композиционный объем зданию придаёт широкий, скошенный книзу алюминиевый козырек кровли. Состоит здание «Дома дружбы» из трех прямоугольных павильонов, планировочная структура которых имеет функцию зала. В центральном главном объеме (павильоне) на двух этажах расположены: кинозал на 125 мест; круглый конференц-зал; рекреации и служебные помещения. В стоящих торцом к улице корпусах размещена администрация и зал приёмов. В декоративной отделке интерьера были использованы национальные орнаменты қошқар мүіз, таңдай, жұлдызша и другие. Интерьер круглого конференц-зала напоминает казахскую юрту. Остекление здания было выполнено в виде алюминиевых стен-витражей, в отделке фасада использован белый мрамор.

## Памятник архитектуры
4 апреля 1979 года здание «Дома дружбы» было взято под охрану государства получив статус Памятника истории и культуры местного значения (вид памятника «архитектуры и градостроительства») и вошло в Государственный список памятников истории и культуры местного значения города Алматы.

## Реконструкция
С 2008 года по 2010 здание «Дома дружбы» подверглось незаконной капитальной реконструкции, тогда как на зданиях являющихся государственными памятниками архитектуры, согласно закону «Об охране и использовании объектов историко-культурного наследия» разрешено проведение только научно-реставрационных работ. Заказчиком проекта реконструкции здания было Министерство культуры, которое являясь центральным уполномоченным органом, грубо нарушило законодательство. В результате проведенной реконструкции вместо реставрации, изначальный исторический облик здания «Дома дружбы» был искажен. В мраморных плитах фасада появились полосы-вставки коричневого цвета, вместо алюминиевых оконных рам медного цвета установили пластиковые коричневые, ширина которых оказалась больше прежних, к тому же не совпадающих по размерам на первом и вторых этажах. Лестничный марш выполненный из красных гранитных ступеней и бордюры главного входа, являющиеся частью здания были снесены, взамен их залили обычные бетонные и отделали тонким керамогранитом. Поверх бордюров установили две трехколонные арки. Стоимость реконструкции составила 726 миллионов тенге.

## Управление
С 1998 года РГП «Дом Дружбы — Центр по исследованию проблем межэтнических отношений» находился в подчинении Министерства культуры Республики Казахстан, с 2014 года «Республиканский Дом дружбы» находится в подчинении РГУ «Қоғамдық келісім» при Президенте Республики Казахстан.

## Исторические события
21 декабря 1991 года в «Доме дружбы» главами государств была подписана Алма-Атинская декларация, в которой излагались цели и принципы СНГ.